# Боги Плоского мира
Боги Плоского Мира — пантеон богов вымышленной вселенной Плоского мира в серии книг Терри Пратчетта.

## Общая характеристика
Боги Плоского Мира — пантеон богов вымышленной вселенной Плоского мира в серии книг Терри Пратчетта. Существование Плоского Мира возможно лишь в таких областях вселенной, где ткань реальности менее плотная, по сравнению с нашим миром. Слабое давление реальности приводит к тому, что на Плоском Мире вера обладает могущественной силой. То, во что верят, обретает самостоятельную жизнь. И наоборот, неверие может сделать несуществующим все, что угодно, не считаясь с фактом его существования. Боги Плоского Мира реальны, ибо в них верят. Они присутствуют повсюду. В настоящее время, на Плоском Мире насчитывается примерно 3 000 основных Богов.
В потенции, количество Богов Плоского Мира бесконечно, так как любое событие или явление может привести к возникновению очередного божества. Например — потерявший овцу пастух, находит её, запутавшуюся в кустах терновника. Невежественный крестьянин верит, что это дух терновника помог ему в его поисках, он возносит молитву или даже приносит жертву духу терновника и в мире появляется ещё одна божественная сущность. Ключевым моментом в возникновении Божества на Плоском Мире является наличие Веры в него. Последовательность событий именно такова — сначала вера, потом явление. Божество обретает свою форму под воздействием веры своих последователей, его могущество прямо пропорционально их количеству и глубине их веры. Боги, потерявшие своих последователей, постепенно теряют силу.
- Самые могущественные Боги обитают на вершине самой высокой горы мира — Кори Челести, во дворце, который называется Данманифестин (англ. Dunmanifestin, предположительно — искаженное Done Manifesting, «Достало Проявляться», поскольку большинство обитателей этого пышного дворца предпочитают свои хоромы, миру внизу и лишь изредка осчастливливают своих особо верных последователей случайной молнией). За столетие до начала цикла Верховным богом Данманифестина являлся бог Слепой Ио, сочетающий в себе черты как древнегреческого Зевса, так и скандинавского Одина, а прообразом горы Кори Челести несомненно является Олимп. Омнийский местный божок Ом впоследствии принуждает к подчинению всех верховных богов Данманифестина и вносит коррективы в основные верования Плоского Мира, объявляя любые религиозные войны и убийства запрещенными.
- На Плоском Мире есть ещё одна разновидность Богов — Маленькие Боги, являющиеся аналогами греко-римской концепции сверхъестественного (см. лары и пенаты). Это Боги определенных мест — одиноко стоящих деревьев, родников, место пресечения двух лесных тропинок. Могущественные Боги, потерявшие своих последователей, а значит и силу, также переходят в разряд Маленьких Богов.
- К разновидности богов также относят демонов, которые начали своё существование на Плоском Мире в одно и то же время, что и боги.
- Во вселенной Плоского Мира кроме Богов присутствуют ещё и так называемые Сверхъестественные создания. Они появились вместе со вселенной, более могущественны, чем боги, и вера в них не является необходимым условием их существования.
- Вследствие того, что на Плоском Мире единственным необходимым и достаточным условие для возникновения Бога является вера, связь между смертными и сверхъестественными довольна размыта. В результате различных событий, люди могут приобрести как временные, так и постоянные способности бога или другой антропоморфной персонификации. Примеры «обожествившихся» людей — Мор, Сьюзан Сто Гелитская, Лобсанг Лудд, Мойст фон Липвиг, Теппик и другие.

## Боги различных регионов

### Боги Данманифестина
- Алоура (англ. Alohura), Богиня Молний;
- Аниджер (англ. Aniger), Богиня Сплющенных Животных;
- Анойя (англ. Anoya), Богиня Вещей, Застрявших в Комоде;
- Астория (англ. Astoria), Богиня любви;
- Наливай, Бог Вина и Штучек на Палочках, Bibulous [H, TLH]
- Билиус, О Боже Похмелья (англ. Bilious, The "Oh God of Hangovers") [H]
- Вильф, Бог Астрологии (англ. Wilf)
- Тошнотия, Богиня Тошноты, Vometia [TLH]
- Госпожа Лето, [WS]
- Госпожа Удача (англ. Luck)
- Джими, Бог Попрошаек, Jimi [MAA]
- Зефирус, Бог Легкого Ветерка, Zephyris [COM]
- Слепой Ио (англ. Blind Io) — владыка богов, громовержец;
- Кубал (англ. Cubal), эфебский Бог Огня;
- Либертина, Богиня Моря, Яблочного Пирога, Некоторых Сортов Мороженого и Коротких Кусков Веревки, Libertina [TLH]
- Морская Королева, Sea Queen [SG]
- Неольдиан, Кузнец Богов, Neoldian
- Нугган (англ. Nuggan), Бог Бумагодержателей, Правильного Расположения Вещей на Столе, когда не Хватает Места и Необязательной Бумажной Работы;
- Ом (англ. Om) — верховный бог Омнии, Данманифестина и всего Плоского Мира;
- Оффлер (англ. Offler), Крокодиловоголовый Бог Крокодилов;
- Патина (англ. Patina), эфебская Богиня Мудрости;
- Петулия, Богиня Продажной Любви (Эфеба), Petulia [SG]
- П’Танг П’Танг, Бог Тритонов, P’tang P’tang [SG]
- Рок, Fate
- Рег, Бог Клубных Музыкантов, Reg [SM]
- Тювельпит, Бог Вина (Эфеба), Tuvelpit [SG] (см. Бибулос)
- Семирукий Сек, Seven-Handed Sek
- Свиво, Бог Лесоматериалов, Sweevo [TLH]
- Смимто, Бог Вина (Цорт), Smimto [SG] (см. Бибулос)
- Урика, Богиня Сауны, Снега и Театральных Актёров, Представляющих для Небольшого Количества Зрителей (Меньше, Чем 120), Urika [TLH]
- Федекс, Посланник Богов, Fedecks [SG]
- Флатулус, Бог Ветров (Эфеб), Flatulus [SG, TLH]
- Фургол, Бог Обвалов, Foorgol [SG]
- Шанс, Chance [COM]
- Эррата, Богиня Разногласий, Errata

| Имя | Пол     | Раса                          | Род занятий                   | Регион        | Роль в экранизации |
| --- | ------- | ----------------------------- | ----------------------------- | ------------- | ------------------ |
| Аниджер, Ох (англ. Aniger) | женский | богиня                        | богиня                        | Пантеон богов | нет                |
| Аниджер, Ох — богиня Раздавленных Животных. Младшее божество. Она сравнительно недавно появилась в пантеоне богов Плоского мира, вероятно в связи с улучшением качества дорог и карет, которые стали ездить с большей скоростью. Имя Aniger является перевернутым Regina (с лат. — «царственная»). У неё есть «титул», так же как у бога похмелья — «Ох», потому, что она всегда упоминается в словах «Ох, что это такое я только что сбил?» |         |                               |                               |               |                    |
| |         |                               |                               |               |                    |
| Анойя (англ. Anoya) | женский | богиня                        | богиня                        |               | нет                |
| Анойя — богиня Вещей, Которые Застряли в Комоде. Одна из младших божеств. Анойю прославляют с шумом дергая ящики и выкрикивая «Как этот ящик закрылся с нужной мне вещью внутри и теперь не может открыться? Кто купил эту дрянь? Как ею вообще пользоваться?». Анойя также питается штопорами. Несмотря на то, что Анойю можно отнести к маленьким богам, в Храме Маленьких Богов в Анк-Морпорке ей не поклоняются. Но у неё есть свои последователи, например, семейство МакКалариат из Анк-Морпорка поклоняется ей уже пять поколений подряд. В анк-морпоркском Королевском Музее Искусств хранится знаменитая картина — «Анойя, восстающая из посудомойки». До того, как стать Богиней застрявших Вещей, Анойя была Богиней Вулкана. Она и сейчас появляется повсюду с неизменной сигаретой в руках. Действующий персонаж в следующих книгах: - «Держи марку!», - «Шмяк!» - «Господин Зима», - «Делай деньги». |         |                               |                               |               |                    |
| |         |                               |                               |               |                    |
| Астория | женский | богиня                        | богиня                        |               | нет                |
| Астория — эфебская богиня Любви, не пользующаяся особым расположением бога Ома, сестра богини мудрости Патины. Это она подкупила Рима Цортианского, чтобы тот украл и спрятал Золотую Саблю, в награду отдав ему самую красивую женщину Цорта — Эланор Цортианскую. |         |                               |                               |               |                    |
| |         |                               |                               |               |                    |
| Наливай | мужской | бог                           | бог                           |               | нет                |
| Наливай — бог Вина и Штучек на Палочках. Довольно популярный бог, особенно в странах, где климат позволяет выращивать виноград. Подобно Слепому Ио, он также предпочитает появляться в разных странах под разными именами, так, в Цорте он известен под именем Смимто, а в близлежащем Эфебе — Тювельпита. Это жизнерадостный упитанный розовощекий здоровяк, который проводит своё время на бесконечных вечеринках, распивая разноцветные напитки, украшенные бумажными зонтиками. Он никогда не страдает от похмелья, предоставляя эту работу Билиусу, Богу Похмелья, который ненавидит его всем сердцем. |         |                               |                               |               |                    |
| |         |                               |                               |               |                    |
| Билиус, О Боже Похмелья | мужской | бог                           | бог                           |               | Родри Меилир       |
| Бог имеет обличье юноши с выступающим кадыком, его голову украшает венок из виноградных листьев. Своим существованием Билиус обязан целому ряду магических событий, произошедших в результате попытки уничтожить Санта-Хрякуса. В то время, как Бог Вина проводит все своё время напиваясь без меры на веселых пирушках, Билиус пребывает в постоянном сверхъестественном жутком похмелье, которое по справедливости должно терзать по утрам не его, а Бога Вина. Вполне возможно, что в настоящее время он нашёл себе новую работу — подменяет богов, которым требуется уйти в отпуск. |         |                               |                               |               |                    |
| |         |                               |                               |               |                    |
| Госпожа Лето | женский | антропоморфная персонификация | антропоморфная персонификация |               | нет                |
| Госпожа Лето — антропоморфная персонификация лета. Однако, она является «полноценной» богиней, что подчеркивается в книге «Господин Зима». Хотя она и олицетворяет собой природное явление, так же как и Зимовой, который не более, чем элементаль, она выполняет ещё и функции богини плодородия и стоит выше на иерархической лестнице сверхъестественных созданий Плоского Мира. Госпожа Лето появляется в виде красивой женщины с золотистыми глазами змеи — змея также её истинный образ. В руках она обычно держит Рог изобилия — Корнукопию. Слепой Ио создал Корнукопию из рога волшебной козы Альмегии, чтобы накормить детей Богини Бисономии, которая была затем превращена в дождь из устриц Эпидитием, Богом Картофелеобразных Предметов, после того, как она оскорбила Резонату, Богиню Горностаев, кинув крота на её тень. После чего Слепой Ио отдал Рог Изобилия богине Лета, которая стала её обязательным атрибутом. Когда наступает зима, госпожа Лето скрывается в подземном мире и спит там до весны, когда люди на поверхности танцуют специальный танец — Танец Морриса, приглашающий и приветствующий наступление лета. |         |                               |                               |               |                    |
| |         |                               |                               |               |                    |
| Госпожа Удача | женский | богиня                        | богиня                        | Пантеон богов | нет                |
| Госпожа Удача — олицетворение удачи, Богиня, Которую Нельзя Называть по Имени. Она всегда противостоит Року и так же, как и он, непостижима. Но если он неумолим, то её можно назвать капризной. Обычно появляется в виде удивительно красивой женщины с ярко-зелеными глазами — зелеными, как натуральные изумруды и блестящими, как крылья стрекозы. Как и все остальные боги и богини, она способна менять свой внешний вид, но не глаза. Она никогда не является тем, кто её ищет, однако, славится тем, что может прийти на помощь в великой нужде. Но в то же время, может и не прийти. Тот, кто попытается положиться на неё, может потерять её расположение. Известно, что несколько членов Гильдии Игроков, которые пытались организовать что-то вроде ритуала поклонения ей, погибли в течение недели после первого же богослужения. У неё есть слабость появляться при попытках воспользоваться последним, отчаянным, одним из миллиона шансом, но было бы крайне неразумно надеяться на это. Хотя она бесспорно одна из самых могущественных богинь за все время существования мира, у неё нет храмов. Известно, что она не любит вычурности молитвенных четок, но её притягает стук игральных костей. |         |                               |                               |               |                    |
| |         |                               |                               |               |                    |
| Морская Королева | женский | богиня                        | богиня                        |               | нет                |
| Морская Королева — богиня Моря, собственно, воплощение самого моря. Считается одной из самых могущественных богинь, так как в силу моря верит огромное количество людей. Однако она редко оправдывает надежды своих последователей. Хотя Морская Королева и одобряет — как и все боги — жертвоприношения верующих, она вполне может обслужить себя сама, потопив пару-другую кораблей. Обычно эта богиня отдает предпочтение количеству. Однако она капризна, своевольна и склонна менять свои решения. У Морской Королевы нет определенной внешности. Обычно она поднимается из моря в виде водяного столба, принимающего любую угодную ей форму. Тем не менее, можно предполагать, что в Дунманифестине она появляется в человеческом обличье. |         |                               |                               |               |                    |
| |         |                               |                               |               |                    |
| Слепой Ио | мужской | бог                           | бог                           | Пантеон богов | нет                |
| Слепой Ио — верховный Бог Диска, которым он стал и продолжает оставаться благодаря своей бдительности. Его прообразами являются скандинавский бог Один и древнегреческий бог-олимпиец Зевс. Основным атрибутом Слепого Ио является молот. Он выглядит как крупный мужчина с длинными седоватыми волосами, его глаза прикрыты повязкой. Пустые глазницы под повязкой затянуты кожей, а его глаза, которых у него несметное количество, ведут полунезависимый образ жизни, вращаясь по эллиптической орбите вокруг его тела. Говорят, что глаза Слепого Ио всевидящи. Когда-то у него были священные животные — вороны, которые облетали мир, шпионя для Ио и передавая вести от него. Но поскольку вороны не могли удержаться и жадно пожирали своё излюбленное лакомство — глаза, Ио пришлось отказаться от их услуг. Слепой Ио является богом грома и представляет собой всех богов-громовержцев на Диске, меняя облик с помощью фальшивых носов, разных голосов и семидесяти различных молотов, которые он использует в зависимости от верующих, перед которыми должен предстать. Его последователи в разных странах верят, что имеют своего собственного бога-громовержца, тем не менее, все они поклоняются Слепому Ио, выступающему под разными именами (множество имен Ио может быть аллюзией на многочисленные прозвища Одина). Это дает ему необходимое количество последователей, чтобы сохранять своё главенствующее положение. Слепой Ио держит монополию на гром: в то время, как все остальные божества могут пользоваться молниями, эксклюзивным правом на гром владеет только Ио. Высшим жрецом Слепого Ио в Анк-Морпорке является Гьюнон Чудакулли, родной брат Наверна Чудакулли, аркканцлера Незримого Университета и неформальный лидер всего духовенства Анк-Морпорка. Про Ио также говорят, что он появился на Диске после какого-то ужасного и таинственного происшествия в другой реальности (аллюзия на Рагнарек) — в его вселенной произошла какая-то катастрофа, но он спасся и обосновался на Плоском мире. Слепой Ио не глуп, но обладает весьма традиционным мышлением. Впрочем, как и все боги. |         |                               |                               |               |                    |
| |         |                               |                               |               |                    |
| Неольдиан | мужской | бог                           | бог                           |               | нет                |
| Неольдиан — Кузнец Богов. Он выковал Золотую Саблю с высеченными на ней словами «Для Наисильнейшего — Lagunculae Leydianae Non Accedunt (Батарейки В Комплект Не Входят)». Он также отремонтировал Воздушный Змей Леонарда Щеботанского, чтобы тот смог беспрепятственно вернуться в Анк-Морпорк. |         |                               |                               |               |                    |
| |         |                               |                               |               |                    |
| Нугган | мужской | бог                           | бог                           |               | нет                |
| Нуггану поклоняются в Борогравии, как единственному и всемогущему богу, но за её пределами он известен как Бог Нугган, Бог Бумагодержателей, Правильного Расположения Вещей на Столе, когда не Хватает Места и Необязательной Бумажной Работы. Обычно он носит пышные небольшие усы. Его Священное Писание «Книга Нуггана» является Живым Заветом, в который регулярно добавляются новые параграфы. И его последователи регулярно добавляют новые страницы в переплеты. Эти новые добавления обычно пополняют список запретов для нугганцев. Ко времени событий книги «Пехотная баллада», эти заповеди приобрели довольно бессмысленный характер — среди его постоянно растущего списка Запретов можно найти кошек, голубой цвет, гномов, устриц, грибы, шоколад, чеснок, детей, сыр, запах свеклы и уши. Он также ярый противник семафоров, поскольку они мешают его последователям быть стойкими в вере. Ныне этот бог мертв, так как его последователи слишком много внимания стали уделять списку запретов, подобно тому, как слишком усилившаяся церковь Ома в Омнии некогда привела к ослаблению веры в бога Ома. |         |                               |                               |               |                    |
| |         |                               |                               |               |                    |
| Оффлер | мужской | бог                           | бог                           |               | нет                |
| Оффлер — крокодилоголовый бог, которого сопровождает стая священных птиц, которые сообщают ему последние новости и заодно чистят зубы. Из-за своих длинных клыков он шепелявит. Считается, что он появился в Клатче, но по сути, ему поклоняются по всему Диску, в странах с жарким климатом и крупными реками. Оффлер существует достаточно долго (чему способствует большая популяция крокодилов в реках Клатча) и за это время приобрел довольно прагматичный взгляд на жизнь. Он знает, что люди ждут от божества Заповедей, но не хотят, чтобы Заповеди были слишком трудны для выполнения. Чтобы привлечь последователей, он почти отказался от запретов, за исключением некоторых видов особо невкусной пищи, например, брокколи. Его последователей называют Оффлианцами и первый месяц календаря — Оффль, назван в его честь. Как ни странно, все больше поклонников этого бога появляется в Анк-Морпорке — городе с умеренным климатом и рекой, в которой не выживет ни один крокодил. Традиционным жертвоприношением Оффлеру (по крайней мере в Анк-Морпорке) являются связки сосисок, которые сжигаются на алтаре. Предполагается, что истинная сущность сосисок вместе с дымом восходит к Оффлеру, а жрецы поедают оставшийся после сжигания пепел. Атеисты и не-оффлианцы находят этот ритуал крайне подозрительным. Предположительно, прообразом Оффлера послужил древнеегипетский бог воды Себек. |         |                               |                               |               |                    |

### Маленькие Боги
В Анк-Морпорке имеется Храм Мелких Богов, в котором возносятся молитвы тем божествам, что не имеют достаточно последователей для возрождения собственного культа.
Наиболее известные мелкие боги:
- Акли (англ. Ukli)
- Бог Эволюции (англ. Evolution)
- Гиперопия (англ. Hyperopia) — богиня обуви
- Глипзо (англ. Glipzo)
- Великий Ом (англ. Great God Om)
- Ур Гилаш (англ. Ur Gilash)
- Цено (англ. Ceno)

| Имя | Пол     | Раса | Род занятий | Регион | Роль в экранизации |
| --- | ------- | ---- | ----------- | ------ | ------------------ |
| Бог Эволюции | мужской | бог  | бог         |        | нет                |
| Впервые он появляется во время событий книги «Последний континент». В своей человеческой форме он выглядит вполне патриархально, с седыми волосами и бородой, с гусеницеподобными мохнатыми бровями и в длинной белой хламиде. Общее впечатление, однако, несколько испорчено его размерами, его рост составляет всего лишь три фута (около одного метра). Он изобрел разновидность высокоскоростной условной эволюции на островке, находящемся недалеко от континента ЭксЭксЭксЭкс, во время безуспешных попыток создать несгораемую корову. Он вездесущ, но в пределах небольшой области. Он также всеведающий, но следует указать, что он действительно знает ВСЕ, но это ВСЕ относится только к его острову. Самое странное, что он атеист, он не верит даже в самого себя. Обычно бог, не имеющий верующих, обладает таким же могуществом, как несомое ураганом перышко, но по каким то причинам, он не способен осознавать это, а способен существовать вполне счастливо и без последователей. Возможно потому, что он так пылко верит в себя. То есть не в себя, как бога, потому, что верить в богов неразумно. Нет, он страстно верит в то, что он делает. Этот бог, практически единственный среди других богов, доброжелательно относящийся к любителям задавать вопросы. Он искренне рад и поддерживает бунтарей, которые подвергают сомнению общепринятые положения, выбрасывают прочь старые предрассудки, разбивают оковы абсурдных предубеждений и, короче говоря, упражняют свои мозги, которые им дал их бог. За исключением того, конечно, что никакой бог им ничего не давал, так, что на самом то деле, им приходится напрягать мозги, совершенствуя их в течение тысячелетий, в ответ на внешнюю стимуляцию и необходимость контролировать свои руки с их противопоставленными большими пальцами — ещё одна дурацкая идея, которой Бог Эволюции очень гордится. Или мог бы гордиться, если бы существовал. |         |      |             |        |                    |
| |         |      |             |        |                    |
| Великий Ом (англ. Great God Om) | мужской | бог  | бог         |        | нет                |
| Великий Бог Ом — центральная фигура религии омнианство, которую исповедуют, в основном, в Омнии. Его главный храм располагается в Коме — городе-крепости, столице государства. Верующие в Ома называются омнианами. Историю омнианства можно рассматривать до и после встречи Ома с Брутой (Восьмым пророком), которая описывается в книге «Мелкие боги». Примерно за сто лет до действия Цвета Волшебства становится верховным богом Плоского Мира, также самый человеколюбивый из всех богов. Его символом является Маген Давид в форме черепашки. Омнианство — самое близкое к современному полусветскому христианству религия на Плоском Мире. |         |      |             |        |                    |
| |         |      |             |        |                    |
| Ур-Гилаш (англ. Ur Gilash) | мужской | бог  | бог         |        | нет                |
| Тысячи лет назад этот бог был главным соперником бога Ома. Ныне он полностью забыт людьми и один только Ом помнит об его существовании. Когда Брута и Ом, застрявший в форме черепахи, пересекали пустыню, они случайно встретили этого маленького бога, разделившего судьбу всех богов, потерявших своих последователей. |         |      |             |        |                    |

### Боги Овцепикского региона
- Херн Преследуемый (англ. Herne the Hunted)
- Хоки-Шутник (англ. Hoki)

| Имя | Пол     | Раса | Род занятий | Регион | Роль в экранизации |
| --- | ------- | ---- | ----------- | ------ | ------------------ |
| Херн Преследуемый (англ. Herne the Hunted) | мужской | бог  | бог         |        | нет                |
| Бог всех маленьких пушистых зверьков, чье основное предназначение закончить свою жизнь с коротким всхлипывающим визгом. На вид Херн небольшое существо, всего три фута ростом, с длинными болтающимися заячьими ушами и очень короткими рожками. Он обладает способностью необыкновенно быстро набирать скорость. Его обычно можно увидеть в горах и лесах Ланкра, передвигающегося с огромной скоростью. Пародия на Херна-Охотника. (англ. Herne the Hunter)    |         |      |             |        |                    |
| |         |      |             |        |                    |
| Хоки-Шутник (англ. Hoki) | мужской | бог  | бог         |        | нет                |
| Бог природы, обитающий в дремучих лесах Овцепикских гор. Обычно появляется в виде дубового дерева или же в виде человека с козлиными ногами, играющего на флейте. Многие боги, также как и люди, полагают его не более чем досадной несуразностью и очень плохим шутником. Он был изгнан из Данмифестина за проделку с взрывающейся веткой омелы, которую он сыграл со Слепым Ио. Хоки объединяет в себе черты скандинавского бога Локи и древнегреческого Пана. |         |      |             |        |                    |

### Боги Сканда
Малонаселенные леса Сканда являются также домом для на удивление большого количества богов. Возможным объяснением этому феномену служит высокий уровень остаточной магии в этом регионе.
- Амчеррел (англ. Umcherrel) — Душа Леса
- Лунная Богиня (друид)
- Скельде (англ. Skelde) — дух дыма (или курения)
- Топакси (англ. Topaxi) — богиня Тех Самых Грибов, а также Великих Идей, Которые Забыли Записать и Никогда Уже не Вспомнишь и Людей, Которые Говорят Другим Людям, что Слово «Dog» это Слово «God» Наоброт и Считают Это в Какой-то Степени Революционным, также её называют Топакси, Богиня Красных Грибов

| Имя | Пол     | Раса   | Род занятий | Регион | Роль в экранизации |
| --- | ------- | ------ | ----------- | ------ | ------------------ |
| Амчеррел (англ. Umcherrel) | женский | богиня | богиня      |        | нет                |
| Амчеррел — Душа Леса. Местные племена верят, что каждый, проходящий посвящение в шамана, способного вызывать духов, должен повстречаться с Душой Леса. |         |        |             |        |                    |
| |         |        |             |        |                    |
| Лунная Богиня | женский | богиня | богиня      |        | нет                |
| Обычно эту богиню друидов представляют в виде девы, пьющей мед из серебряного кубка в окружении компании юных девственниц. Друиды Скандовой Рощи празднуют возрождение Луны (очень древняя церемония, насчитывающая несколько тысячелетий), принося в жертву Лунной Богине юную девственницу. Девственницу, облаченную в белоснежное одеяние и украшенную золотым ожерельем, торжественно ведут к алтарю, в сопровождении жрецов и музыкантов. На алтаре, большом плоском камне, расположенном в центре круга из стоящих камней, её и приносят в жертву с помощью ритуального ножа. |         |        |             |        |                    |
| |         |        |             |        |                    |
| Скельде (англ. Skelde) |         | бог    | бог         |        | нет                |
| Скельде — дух, покровительствующий колдунам. Местные племена верят, что только тот, кто встретит Скельде может стать колдуном. Он появляется в виде человека с козлиными рожками и ногами (аллюзия на древнегреческого бога Пана). |         |        |             |        |                    |

### Боги Орлеи
В Орлее широко распространен плоскомировой аналог культа Вуду. В книге «Ведьмы за границей» приведены наиболее известные местные божества, которых последователи Вуду умело вызывают к жизни с помощью простейших обрядов:
- Госпожа Бон Анна, Lady Bon Anna [WA]
- Mister Safeway, [WA]
- Stride Wide Man
- Хотолога Андрюс, Hotologa Andrews [WA]

### Боги троллей
Тролли поклоняются многочисленным богам. Среди наиболее известных:
- Хондродит – бог любви. Бьет троллей по голове камнем, чтобы привести их к состоянию влюбленности.
- Гигалит – бог мудрости. Бьет троллей по голове камнем, чтобы даровать им немного мудрости.
- Силикарус – бог удачи. Бьет троллей по голове камнем, чтобы им сопутствовала удача.
- Монолит – мифический герой. Первым украл у богов секрет камней (секрет заключался в том, что камнем можно ударить кого-нибудь по голове). Считается один из первых воров на Диске и предшественником Мазды (вора, укравшего огонь у богов).

### Боги гномов (дварфов)
Гномы (дварфы) не имеют пантеона богов, как такового. Они также не верят в демонов, но вместе с тем, они наделяют божественными и демоническими чертами саму Тьму, в которой они живут. Гномы верят, что в Темнота в самых глубоких шахтах является обителью самых различных существ, олицетворяющих собой проявления разных сторон души. Есть «Ждущая Тьма», тьма, которая заполняет новую шахту. «Закрывающая Тьма», «Открывающая Тьма», «Дышащая Тьма», очень редкая, «Говорящая Тьма», «Хватающая Тьма», «Таинственная Тьма». У каждой Тьмы есть своя руна, которая обозначает её и служит для её призыва. Эти руны считаются хорошими. Есть опасные руны, например, «Зовущая Тьма». «Преследующая Тьма» очень плохая руна и одной из наихудших считается «Призываемая Тьма».
В произведениях фигурируют:
- Аги Хаммертиф (англ. Agi Hammerthief) (в некоторых переводах Аги Молотокрад)
- Так — создатель дварфов

| Имя | Пол     | Раса       | Род занятий | Регион | Роль в экранизации |
| --- | ------- | ---------- | ----------- | ------ | ------------------ |
| Аги Хаммертиф (англ. Agi Hammerthief) | мужской | бог гномов | бог гномов  |        | нет                |
| Дух, проказник — типичный трикстер. Он может сыграть с зазевавшимся гномом очень злую шутку, но в то же время, может и помочь, просто так — ради шутки. |         |            |             |        |                    |
| |         |            |             |        |                    |
| Так | мужской | бог гномов | бог гномов  |        | нет                |
| Так — создатель гномов. Гномий миф о сотворении мира начинается с того, что Так «сначала начертал себя», затем «начертал законы» и потом «начертал мир». Он создал пещеру и жеод — каменное яйцо. Когда жеод проклюнулся, из него вышли первый гном и первый человек. Ранние формы мифа отличаются от его более поздних вариантов. Так заметил, что в жеоде ещё осталось немного жизни и в награду за его службу дал ему жизнь в форме тролля. Согласно более поздней, неисправленной версии, жеод приобрел форму тролля сам по себе и стал скитаться по миру, не имея ни целей, ни смысла своего существования. Хотя гномы верят в Така, они не поклоняются ему. Сразу после создания мира, Так покинул его и не требует вечной преданности и вознесения молитв. Так впервые упоминается в «Шмяк!». |         |            |             |        |                    |

### Боги Джелибейби
- Баст (англ.  Bast) — котогловый бог вещей, оставленных на ступеньках или полупереваренными под кроватью
- Бин (англ. Bin)
- Буну (Джелиб) — козьеголовый бог коз
- Ват (англ. Vut) — собакоголовый бог вечера
- Вот (англ. What) — богиня неба
- Джет (англ. Jeht) — Солнечный Извозчик
- Джаф (англ. Juf) — коброголовый бог папируса
- Дэк, (англ. Dhek)
- Ио (не слепой) (англ. Io)
- Йай, (англ. Yay)
- Кет (англ. Ket) — ибисоголовый бог справедливости
- Кефин (англ. Khefin) — двуликий бог входа-выхода
- Непт (англ. Nept)
- Неш (англ. Nesh)
- Нет, (англ. Net)
- Ночь (англ. Night)
- Орексис-Напт (англ. Orexis-Nupt)
- Птуи (англ. Ptooie)
- Пат (англ. Put) — львиноголовый бог справедливости
- Сардук (англ. Sarduk) — богиня пещер
- Скраб (англ. Scrab) — толкающий Солнечный Шар
- Сессифет (англ. Sessifet) — богиня полудня
- Сет (англ. Set)
- Силур (англ. Silur) — рыбоголовый бог
- Сот (англ. Sot)
- Синкоп (англ. Syncope)
- Тег (англ. Teg) — конеголовый бог сельского хозяйства
- Тпррруу (англ. Thrrp) — Колесничий Солнца
- Фэз (англ. Fhez) — крокодилогоовый бог Нижнего Джеля
- Фон (англ. Fon)
- Хаст (англ. Hast)
- Хат (англ. Hat) — грифоголовый бог Неожиданных Гостей
- Херпентин Трискелс (англ. Herpentine Triskeles)
- Цат (англ. Tzut) — змееголовый бог Верхнего Джеля
- Цефнет (англ. Cephnet)
- Цефут (англ. Cephut) — бог ножевщиков
- Чефет (англ. Chefet) — собакоголовй Бог Металлоконструкций

## В книгах также встречались боги
- Бог Неба, Sky God [LF]
- Бог Несварения Желудка, [H]
- Грюнь, Бог Несезонных Фруктов, Grune [RM]
- Нодди (Nothingfjord), Noddi [TSOD1]
- Олк-Калат, Душевысасыватель, Olk-Kalath [TLH]
- Ордпор Безвкусный, Ordpor [RM]
- Санделфон, Бог Коридоров, Sandelfon [RM]
- Стейкхегель, Бог Отдельных Коровников, Steikhegel [M]
- Трюм, Thrume [RM]
- Ф’рум, F’rum [S]
- Хинки, Hinki [RM]